# Paraleprodera stephana
Paraleprodera stephana es una especie de escarabajo longicornio del género Paraleprodera, tribu Monochamini, familia Cerambycidae. Fue descrita científicamente por White en 1858.
Se distribuye por Bután, China, India, Laos, Birmania, Nepal y Vietnam. Mide 21,5-30 milímetros de longitud. El período de vuelo ocurre en los meses de mayo, junio, julio y septiembre.